# 郑万钧 (唐朝)
郑万钧（?—?），名鼎，字万钧，以字行，荥阳郡开封县（今河南省开封市祥符区）人，出自荥阳郑氏北祖第六房，唐睿宗的驸马。

## 生平
鄭萬鈞官至秘書少監，娶唐睿宗第四女代国长公主，拜駙馬都尉、封荥阳郡公。善临池学书法，尤其擅长草書。張說称赞他：“鄭萬鈞深藝之士也。學有專癖，書成‘草聖’，乃揮灑手翰，鎸刻心經，道存文字，意齊天壞。”《全唐文》卷二百七十九收录他为妻子所写的《代国长公主碑》。长子郑潜曜娶唐玄宗第二女临晋公主。杜甫有《奉陪郑驸马韦曲二首》。

## 家庭

### 曾祖
- 郑道援，隋朝武阳郡太守

### 祖父
- 郑怀节，唐朝追赠使持节、卫州诸军事、卫州刺史

### 父亲
- 郑远思，唐朝追赠使持节、博郑二州诸军事、郑州刺史、太常卿